# 古賀志町
古賀志町（こがしまち）は、栃木県宇都宮市および鹿沼市の町。元は宇都宮市に属する同一の町であったが、1957年（昭和32年）に一部が鹿沼市へ編入されたため、同名の2つの町となった。どちらも鹿沼土の産地であり、鹿沼土の乾燥場や工場が多く分布している。住民基本台帳に基づく2020年（令和2年）9月30日現在の人口は、宇都宮市側が614人、鹿沼市側が54人である。
古賀志山の南麓に展開する町で、アウトドア活動の拠点となっている。

## 地理
栃木県の中央に位置する。古賀志山の南麓から武子川（たけしがわ）の左岸に至る地域に広がる。中部以北は古賀志山の丘陵地帯であり、集落は南部に形成されている。宇都宮市と鹿沼市に同名の古賀志町が存在し、互いに接しているが、1957年（昭和32年）までは鹿沼市側の古賀志町は宇都宮市古賀志町の一部であった。さらに鹿沼市高谷（こうや）も1949年（昭和24年）まで古賀志の一部であった。
宇都宮市立城山西小学校で1986年（昭和61年）に行われた地質調査によると、厚さ40 cmの盛土の下に厚さ40 cmのローム、60 cmのローム質細砂、115 cmの鹿沼土、410 cmのロームが堆積しており、ロームより下には凝灰質砂岩の岩盤がある。
- 山岳：古賀志山、御岳山、赤岩山[16]
- 河川：武子川[16]、白石川[21]

宇都宮市側の古賀志町は、同市の西端に位置し、城山地区に属する。北は日光市（旧・今市市）、南から西にかけては鹿沼市と接する。日光市との境には白石川が流れる。古賀志山麓の農業地帯で、町の南部を栃木県道70号宇都宮今市線が南東-北西方向に通る。北は日光市岩崎、東は宇都宮市福岡町、南東は鹿沼市栃窪、南は鹿沼市高谷、南西は鹿沼市古賀志町、西は鹿沼市武子と接する。
鹿沼市側の古賀志町は、同市の北東部に位置し、菊沢地区に属する。北から東にかけて宇都宮市と接する。1949年（昭和24年）に満州からの引揚者らが開拓した原山地区に相当する。北部は平地林や畑作地、中南部は畑地や水田が広がる農林業地帯である。北から東にかけて宇都宮市古賀志町、南東は鹿沼市高谷、南から西にかけて鹿沼市武子と接する。

### 古賀志山とアウトドア

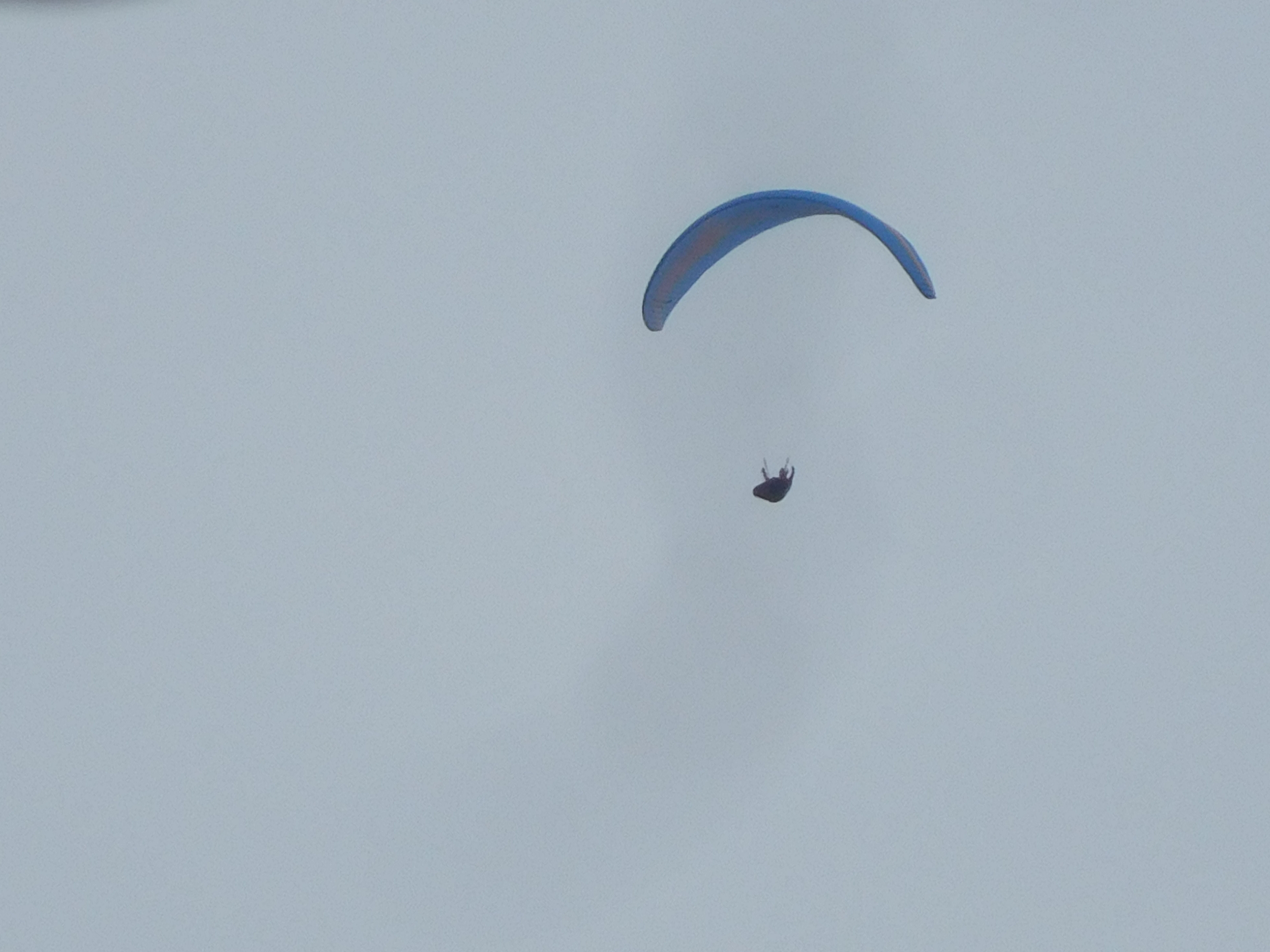
古賀志上空を飛行中のパラグライダー

古賀志山は標高583mの低山ながら、随所に岩場が露出し、鎖場やはしごを含む変化に富んだ登山道があることなどから多くの登山者、クライマー、ハイカーを集めている。足尾山地の一部であるが、開析されたため独立峰のように見える。地質的には標高400m以上の岩場がチャートや珪岩、森林帯が関東ローム層である。
現代では登山、ハイキング、ロッククライミング、パラグライダーなどアウトドアレジャー空間になっているが、男滝・女滝・大日窟・赤岩山の風穴は古賀志の住民にとって聖地であり、古賀志山は自然信仰の対象であった。パラグライダーはスカイパーク宇都宮パラグライダースクールとAKAIWAパラグライダースクールの2校のスクールがあり、体験フライトからライセンス取得まで対応している。

### 古賀志石
古賀志山の南東にある黒石山では、古賀志石と呼ばれる石材を産出していた。古賀志石は凝灰角礫岩の一種で、墓石・石仏・石鳥居などに利用されていた。古賀志石の採掘は昭和10年代（1935年 - 1944年）に終了し、採掘者の住居跡の土留めの石垣が2段残っている。

### 小・中学校の学区
市立小・中学校に通う場合、学区は以下の通りとなる。
| 町名             | 番・番地等 | 小学校       | 中学校     |
| ---------------- | ---------- | ------------ | ---------- |
| 宇都宮市古賀志町 | 全域       | 城山西小学校 | 城山中学校 |
| 鹿沼市古賀志町   | 全域       | 菊沢東小学校 | 北中学校   |

城山西小学校は宇都宮市古賀志町にある。校内には孝行息子の伝説が残る孝子桜（こうしざくら）や松尾芭蕉・河合曾良の句碑がある。

## 歴史

### 中世まで
「こがし」という地名は、日光男体山頂遺跡から出土した経筒に「故賀志」と書かれていたのが初出である。これは古賀志の吉良七郎左衛門という人物が天文2年7月吉日（ユリウス暦：1533年7月 - 8月）に奉納したものである。続いて天正10年4月11日（ユリウス暦：1582年5月3日）に宇都宮国綱が石川五郎兵衛と太沢弾正左衛門尉へ送った感状に「古賀志表」という文字があり、国綱が古賀志表の戦闘での2人の武功を讃えたことが分かる。「古賀志表」とは現代の鹿沼市高谷の東部に広がる原野を指す地名である。国綱が感状を送ったのは第1回目の古賀志の合戦であり、天正13年12月15日（グレゴリオ暦：1586年2月3日）には2度目の古賀志の合戦が発生し、日吉山王7社や民家が壬生氏の軍勢によって焼き払われた。こうした戦いが古賀志で連続したのは、宇都宮氏が後北条氏およびその傘下の皆川氏・壬生氏と対立し、古賀志の近くに多気城を構えていたことによるものである。第2回の古賀志の戦いでは、多気城を防備し、古賀志で敵を敗走させたとして横田綱員が国綱から官途状を授かった。しかしこの後、宇都宮氏は没落していくのであった。

### 近世
近世には下野国河内郡に属する古賀志村であり、村高は『慶安郷帳』では412石余（田166石余、畑246石）、『元禄郷帳』以降は538石余であった。領主の交代は目まぐるしく、寛文（1661年 - 1673年）の頃は宇都宮藩領、元禄（1688年 - 1704年）の頃は幕府領と壬生藩加藤氏領の相給、元禄末期には幕府領・壬生藩領・日光奉行領の相給、『改革組合村』・『旧高旧領取調帳』では幕府領と旗本領（曲直瀬〔まなせ〕氏領と籔氏領）の相給と記されている。『改革組合村』では鹿沼宿の組合寄場に属したといい、『旧高旧領取調帳』による所領の割合は、幕府領が224石余、曲直瀬氏領が200石余、籔氏領が113石余であった。
古賀志村は日光例幣使街道の文挟宿と板橋宿の助郷を務めた。寛政11年（1799年）の史料によると、江戸幕府の高麗人参御用作人が1人いた。天保9年（1838年）の古賀志村の戸数は64戸で、農間渡世が12戸、居酒屋が2戸、髪結いが1戸あった。天保14年（1843年）は農間渡世の内訳が判明しており、杣人が7戸、大工が5戸、木挽が4戸、水車とよろずやが各3戸、板材木屋と石工が各1戸であった。この頃に名主を務めた文大夫は、宇都宮氏の重臣を務めた北条松庵の子孫であり、代々兵法を教え、下野国全域に1,300人の門人を抱えていた。
幕末の戊辰戦争の折には、古賀志村と岩崎村の境である白石口が会津藩の見張り場となった。

### 近代以降

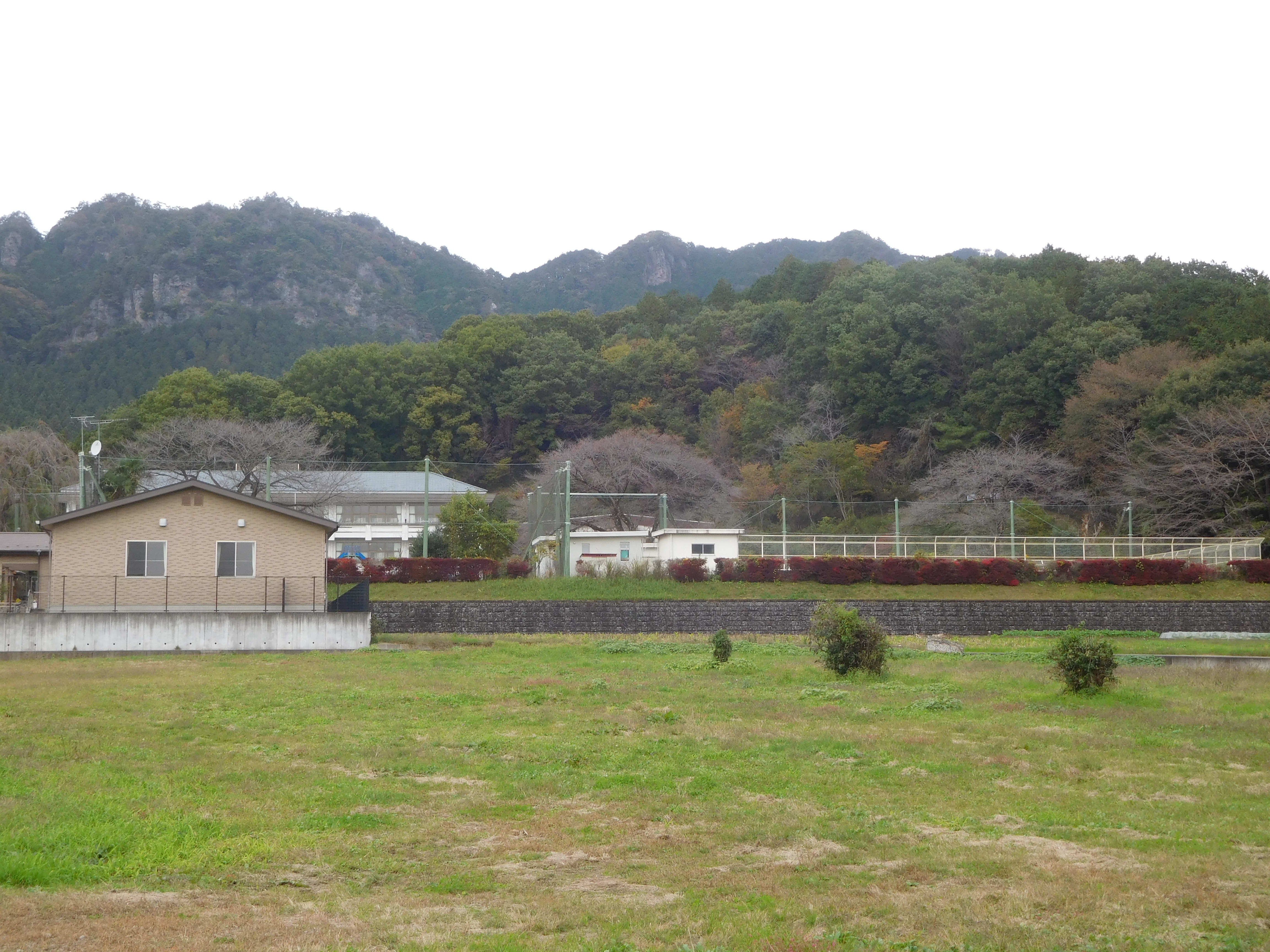
城山西小学校

1873年（明治6年）、栃木県の第二大区四小区の一部となり、その後の変更で第六大区七小区の所属となった。1875年（明治8年）12月23日、華蔵院跡地に宇都宮市立城山西小学校の前身となる学校が創立した。1889年（明治22年）になると、城山村の一部となり、城山村古賀志と称した。第二次世界大戦が終わり農地改革が一段落した1948年（昭和23年）、古賀志は元満州開拓移民の引揚者を受け入れる地区指定を受け、翌1949年（昭和24年）より山梨県出身の引揚者が小字原山に入植した。入植前の原山は、「かうや川通り」と呼ばれる馬車道が1本通るだけの山林地帯であったが、満州拓殖公社職員であった北海道函館市出身の男性ら5戸が先発隊として入植し、原野を開拓して陸稲・大麦・小麦などの畑作を開始した。同じく1949年（昭和24年）、古賀志の小字高谷が分離して菊沢村へ編入され、同村の大字高谷となった。
1954年（昭和29年）2月15日、村は「城山村合併対策委員会」を設置し、33人の委員を委嘱した。委員らは村内各集落を回って住民の意向を確認し、宇都宮市への編入か、城山村の現状維持（困難な場合は宇都宮市または鹿沼市へ編入）かの2案に分かれることを把握した。人口の3分の2が宇都宮市への編入を望んだことから、委員会は宇都宮市への編入を基本方針に決し、現状維持を望んだ集落に再度意向を確認した。結果、鹿沼市寄りの城山村西部3集落を除く20集落が宇都宮市への編入に賛成したため、一旦は城山村全域を宇都宮市へ編入し、後から境界変更により希望する地域を鹿沼市へ編入することで決着した。こうして1954年（昭和29年）11月に城山村古賀志は宇都宮市古賀志町となり、1957年（昭和32年）に一部を分離して鹿沼市へ編入し、鹿沼市古賀志町が誕生した。この時、鹿沼市へ編入されたのは、戦後に開拓された原山地区である。原山地区は当初の5戸から始まって最終的に計25戸（引揚者13戸と地元12戸）が入植し、生産品目は米・麦中心から養蚕・養豚・野菜栽培へと変化していった。
1978年（昭和53年）5月20日、宇都宮市古賀志町と福岡町にまたがって、ゴルフ場「古賀志カントリークラブ」が開業した。同クラブはオンワード樫山の傘下企業が運営し、開業10年を機にレイクランドカントリークラブに改称した。1984年（昭和59年）7月にスカイパーク宇都宮が、1992年（平成4年）4月にDKスカイジム宇都宮（現・AKAIWAパラグライダースクール）が開校した。2003年（平成15年）、当時の城山西小学校長の発案により、孝子桜まつりが始まった。

### 沿革
- 1889年（明治22年）4月1日 - 町村制施行により、河内郡城山村大字古賀志となる。
- 1949年（昭和22年）4月 - 古賀志字高谷が分離し、上都賀郡菊沢村大字高谷となる[53]。
- 1954年（昭和29年）11月1日 - 昭和の大合併により、宇都宮市古賀志町となる。
- 1957年（昭和32年）4月1日 - 宇都宮市古賀志町の一部が分離し[5]、鹿沼市古賀志町となる[47]。

### 町名の由来
諸説ある。
1. 町内の日吉神社にある古いカシの木にちなんで命名された[35]。古賀志はかつて「古橿」（橿はカシの木の意）と表記したという説もある[14]が、塙静夫は「古」と「カシ」を無理に合わせたものとして不賛成を表明した[35]。
2. 動詞「こがす」（引っこ抜く、根こそぎにするの意）を連用形にしたもので、崩れた崖など崩壊地形を意味する[35][37]。古賀志では歴史上、田畑や住宅が根こそぎ失われるような災害が発生しており、信頼できる旨を手塚晴夫は述べている[54]。
3. 動詞「こかす」（漢字にすると「転す」または「倒す」）を連用形にしたもので、崩れた崖など崩壊地形を意味する[35]。
4. 「コガ」（空閑）と「シ」（大きい）を合わせて、「広い空閑地」のある山を意味する[37]。『日本山岳ルーツ大辞典』が掲載する説である[37]。
5. 「崩処石」（くかし）が転訛したもので、「崩」は動詞「崩ゆ」（くゆ）の語幹、「処」は「在り処」（ありか）、「住み処」などの「処」、「シ」は「石」から「イ」の音が欠落したものと解釈し、崖崩れや落石などの発生する地形に由来する[37]。『地名用語語源辞典』が掲載しており、鋸歯状の古賀志山の山容を見れば納得できる説と言える[37]。

### 人口の変遷

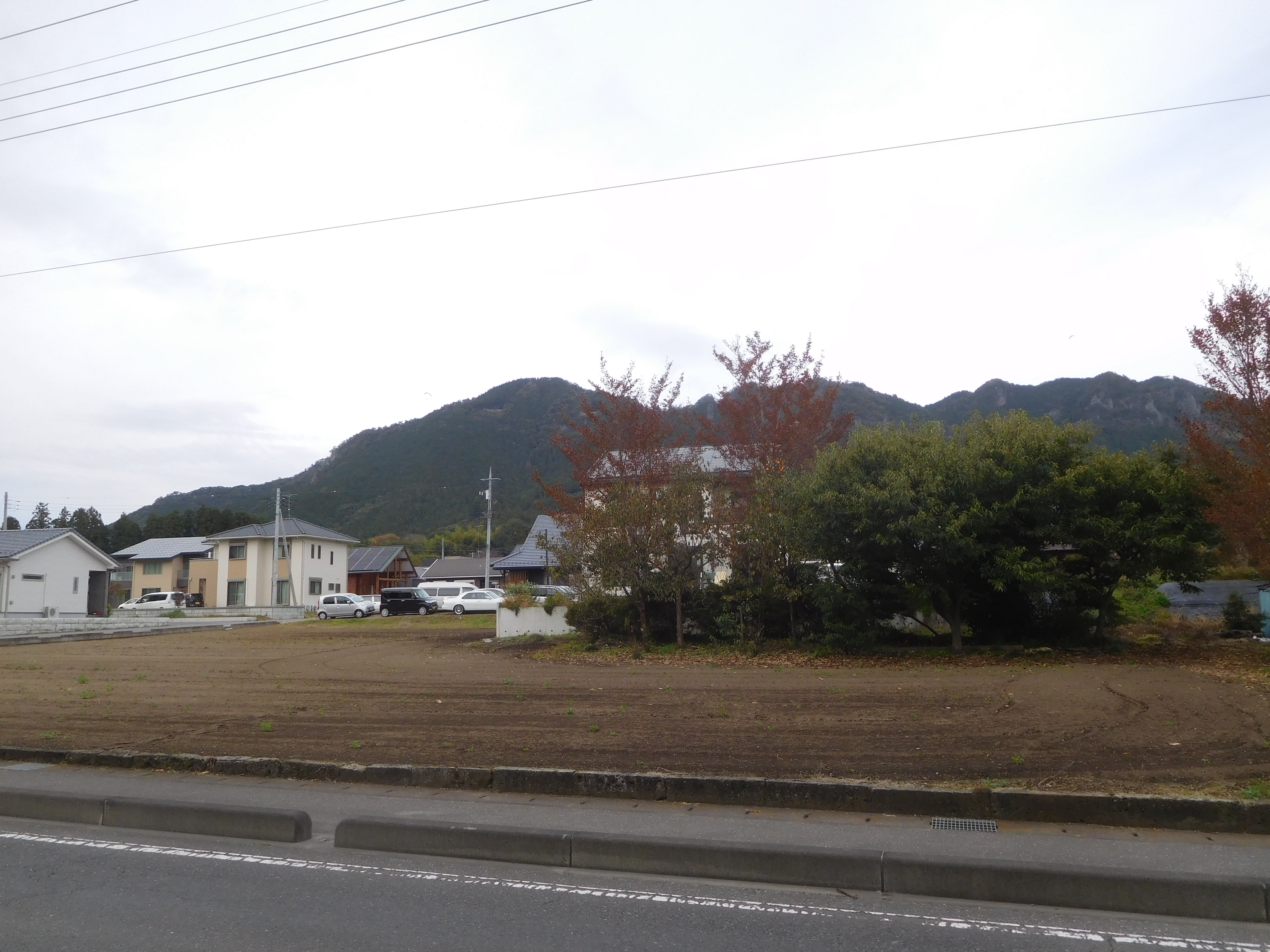
古賀志集落（宇都宮市）と古賀志山

[世帯数： 宇都宮=・鹿沼=、人口： 宇都宮=・鹿沼=]
| 1838年（天保9年）  | 64戸 336人    |
| 1876年（明治9年）  | 86戸 654人    |
| 1891年（明治24年） | 103戸 619人   |
| 1983年（昭和58年） | 144世帯 680人 |
| 1995年（平成5年）  | 135世帯 665人 |
| 2000年（平成12年） | 160世帯 669人 |
| 2005年（平成17年） | 159世帯 633人 |
| 2010年（平成22年） | 169世帯 605人 |
| 2015年（平成27年） | 177世帯 626人 |
| 2020年（令和2年）  | 266世帯 688人 |

## 経済

### 宇都宮市古賀志町の経済
2015年（平成27年）の国勢調査によると、宇都宮市古賀志町の15歳以上の就業者数は284人で、産業別では多い順に農業（64人・22.5%）、製造業（44人・15.5%）、分類不能の産業（29人・10.2%）、建設業（26人・9.2%）、卸売業・小売業（26人・9.2%）、医療・福祉（24人・8.5%）となっている。2014年（平成26年）の経済センサスによると、全事業所数は20事業所、従業者数は154人である。具体的には多い順に製造業が7、建設業が5、教育・学習支援業が3、社会保険・社会福祉・介護事業が2、農業、飲食料品小売業、専門サービス業が各1事業所となっている。全20事業所のうち11事業所が従業員4人以下の小規模事業所である。

#### 農業

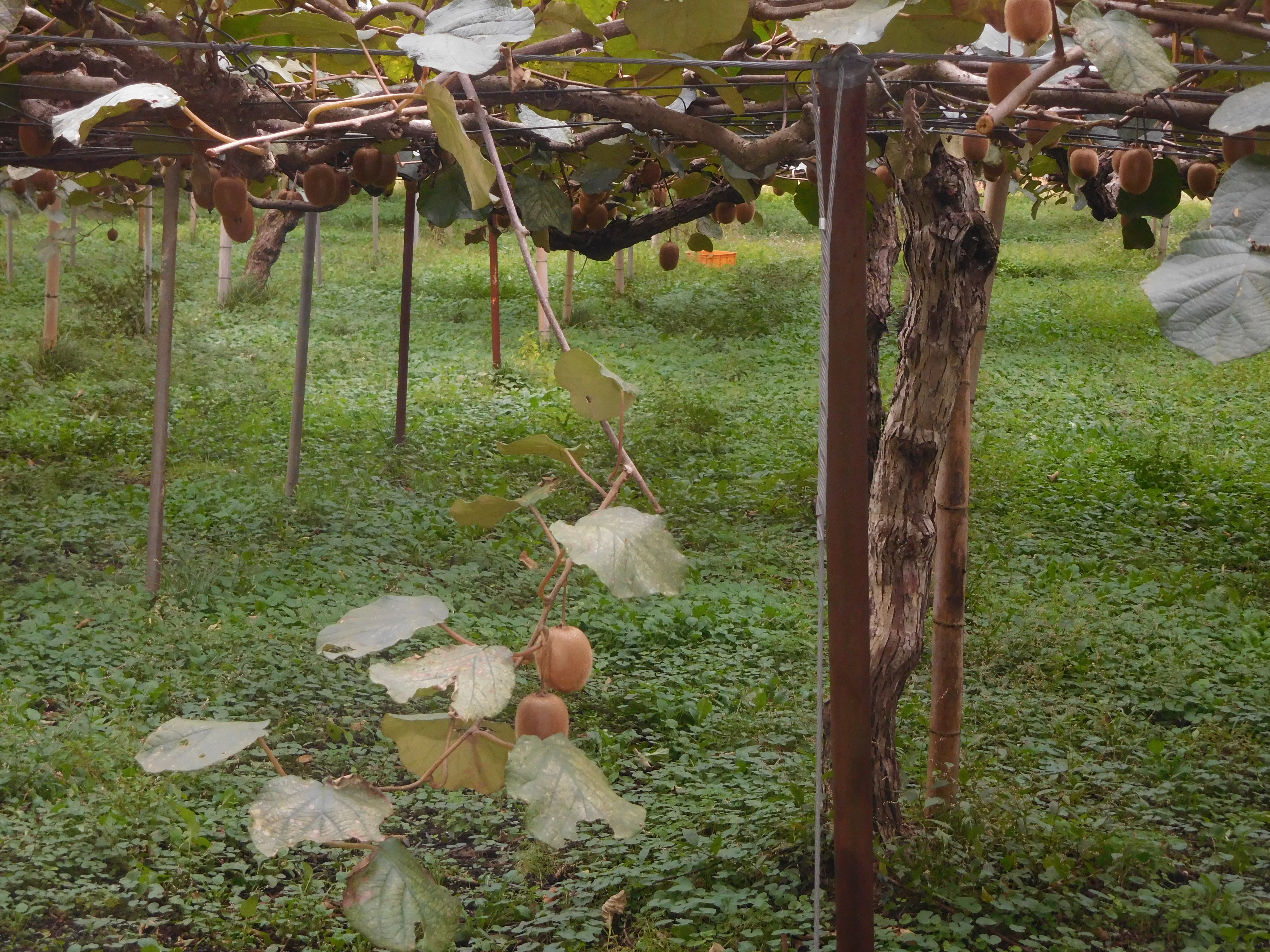
キウイフルーツ畑（宇都宮市古賀志町）

2015年（平成27年）の農林業センサスによると、農林業経営体数は56経営体（農業のみが19経営体）、農家数は62戸（うち販売農家は55戸）である。耕地面積は田が94 ha、畑が43 ha、樹園地が32 haである。1876年（明治9年）時点では田が25町4反（≒25.2 ha）、畑が81町5反（≒80.8 ha）、山林が560町5反（≒555.9 ha）あった。販売金額第1位が稲作である農業経営体が35経営体と最も多く、第1位が果樹類である経営体が5経営体でこれに続く。
古賀志町を含む宇都宮市城山地区では果樹栽培が盛んで、県道70号宇都宮今市線沿いには果物狩りのできる農園や農産物直売所が多数見られる。中でも1960年代に開園したフルーツパーク古賀志は樹園地面積が約5 haある県内最大級の果樹園である。同園はナシ・ブドウ・リンゴを生産し、来園者にもぎ取り体験を提供し、量り売りで果物を販売している。

### 鹿沼市古賀志町の経済
2015年（平成27年）の国勢調査によると、鹿沼市古賀志町の15歳以上の就業者数は30人で、産業別では多い順に農業（5人・16.7%）、製造業（5人・16.7%）、建設業（3人・10%）、医療・福祉（3人・10%）、公務（3人・10%）となっている。2014年（平成26年）の経済センサスによると、全事業所数は5事業所、従業者数は17人である。具体的には多い順に建設業、生産用機械器具製造業が各2、洗濯・理容・美容・浴場業が1事業所となっている。全5事業所が従業員9人以下の小規模事業所である。
2015年（平成27年）の農林業センサスによると、農業経営体数は2経営体、農家数は6戸（うち販売農家は2戸）である。耕地面積は畑が6 ha、田が1 haである。

### 鹿沼土生産

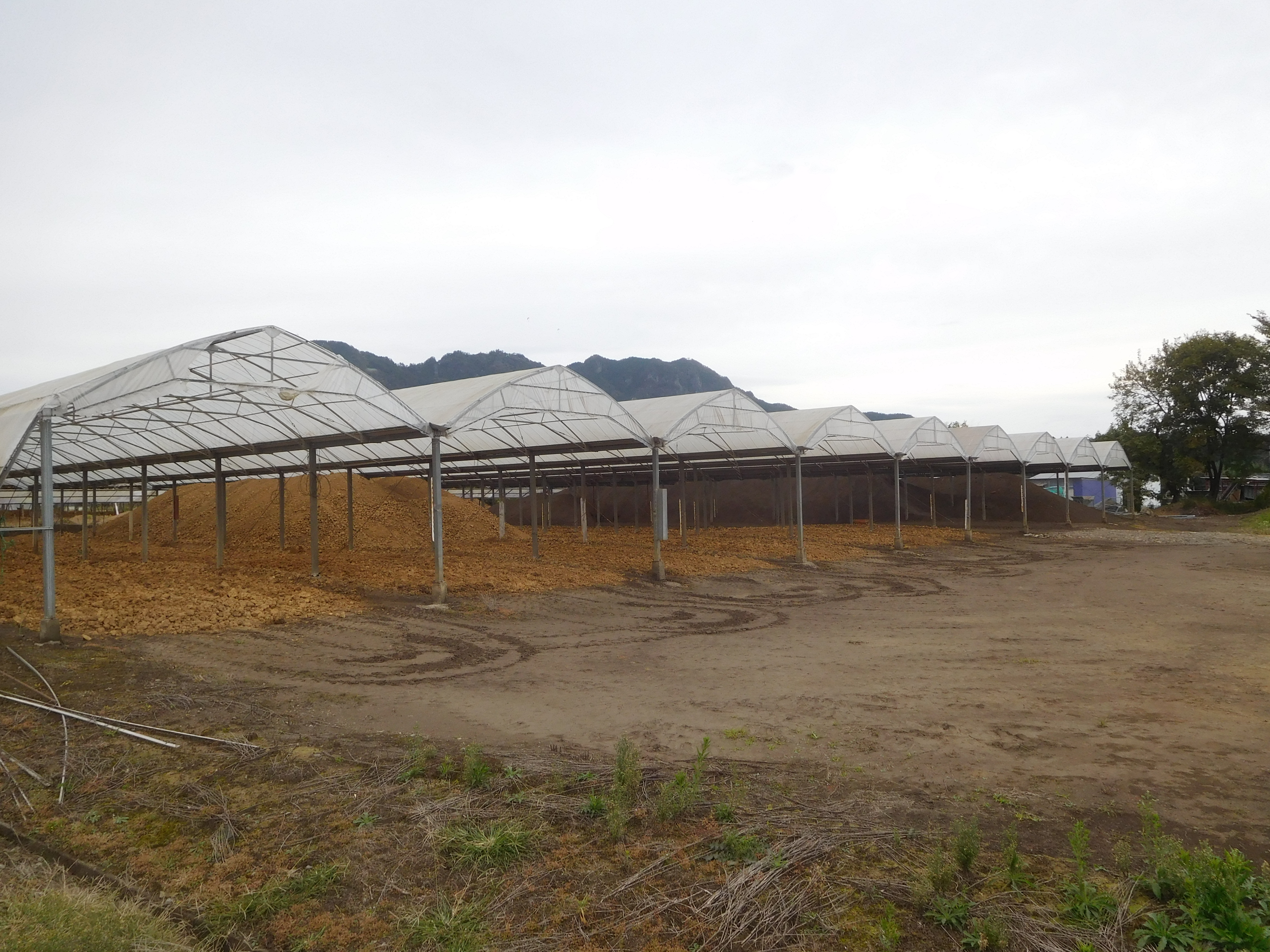
鹿沼土乾燥場（鹿沼市古賀志町）

鹿沼土の原料となる鹿沼軽石は、群馬県の赤城山から約3万年前に噴出し、偏西風に乗って栃木県や茨城県まで降り積もった。中でも、鹿沼市から栃木市にかけての地域に150 cm以上と最も厚く堆積し、なおかつ平坦な台地上に安定的に分布することから、鹿沼市で鹿沼土採取が盛んになった。
まず爪のない油圧ショベルで表土を削った後、関東ローム層と鹿沼軽石層を採掘し、トラックに積み込む。次にトラックから採取物を下ろし、重機やトラクターで薄く広げ、ビニールハウスの中で1週間程度乾燥させる。乾燥が終わると工場へ搬送し、篩（ふるい）にかけて粒径を揃え、ローム層は「赤玉土」として、鹿沼軽石は「鹿沼土」として袋詰にし、ホームセンターや農業協同組合へ出荷する。
採掘から販売までの全工程を行う企業は鹿沼市内に4社しかなく、乾燥・製品化のみを行う企業や赤玉土・鹿沼土に肥料を混ぜた製品を製造販売する企業、副業として乾燥工程のみを行う農家の数が多い。特に鹿沼市北部に相当する、古賀志町（鹿沼市・宇都宮市どちらも）から仁神堂町、千渡の台地区にかけての地域に乾燥場や工場が集中している。徐維那らは、かつての乾燥場・工場はより鹿沼市街に近い地域に分布していたが、都市化や住宅団地・工業団地の開発の影響で郊外化していったものと推測している。

## 交通

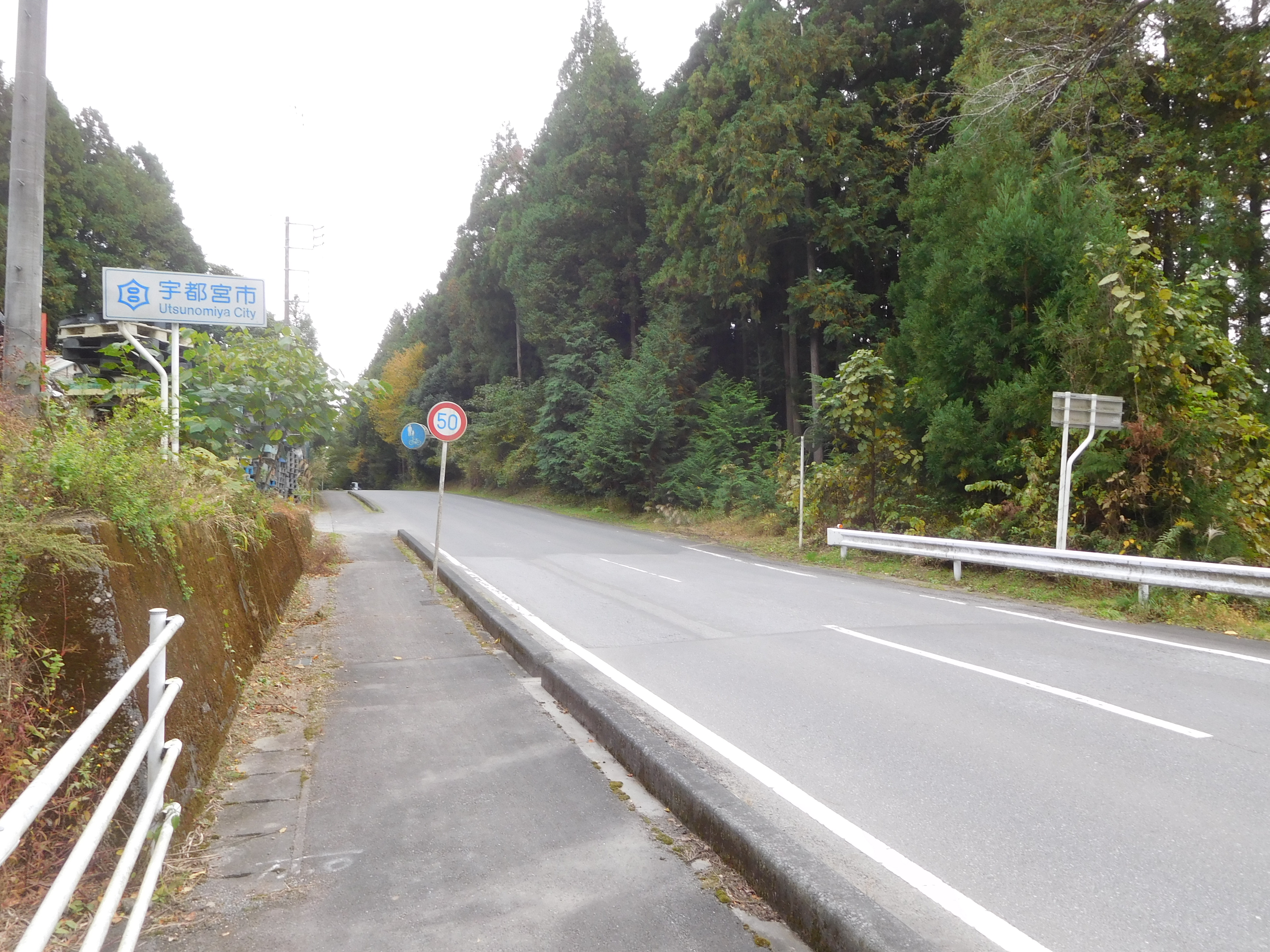
古賀志町の主要道・県道70号

古賀志町へは、宇都宮市街、東北自動車道鹿沼IC、同宇都宮ICのいずれからも自動車で約20分かかる。

### 鉄道
古賀志町を通る鉄道はない。町内のどの地点を基準にするかによって変わるが、最寄り駅は東武日光線北鹿沼駅・板荷駅（いずれも鹿沼市）、JR日光線鹿沼駅（鹿沼市）・文挟駅（日光市）のいずれかになる。
なお、計画段階の日光線は、宇都宮 - 徳次郎 - 大沢 - 今市という経路が初案であったが、その後、宇都宮 - 駒生 - 古賀志 - 文挟 - 今市ルートが検討され、最終的に宇都宮 - 砥上（後に鶴田） - 鹿沼 - 今市ルートで建設された。

### 路線バス・乗合タクシー
古賀志を通る路線バスとしては、1924年（大正13年）創業の城山自動車合資会社が運行していた「文挟線」があった。同社は1931年（昭和6年）に関東自動車（関東バス）に買収され、バス路線は関東バスに継承された。1992年（平成4年）時点で、JR宇都宮駅と今市市（現・日光市）長畑を結ぶ関東バス運行の路線バスが通っていた。その後1994年までは宇都宮駅西口〜西田中入口（城山西小入口付近）線の運行が残っていたが、廃止された。2020年（令和2年）現在、JR宇都宮駅から古賀志町へ向かう際の最寄りバス停は、田野町の「森林公園入口」バス停であり、同バス停から城山西小学校入り口まで約4 km、徒歩約1時間を要する。
古賀志町の住民であれば、宇都宮市・鹿沼市の乗合タクシー（デマンド型交通）を利用することができる。宇都宮市側では、城山地区地域内交通運営協議会が運営する地域内交通「城山孝子号」が運行されており、城山地区とその周辺、鹿沼市街に設定された目的施設と利用者の自宅の間を往復することができる。鹿沼市側では、「板荷・菊沢地区予約バス」が運行されており、板荷・菊沢・笹原田地区内の任意の場所での乗降、鹿沼市街に設定された施設との間の往復に利用することができる。

### 道路
- 栃木県道70号宇都宮今市線 - 1884年（明治17年）に開通、1889年（明治22年）に県道宇都宮文挟線となる[84]。開通当時は幅2間（≒3.6 m）の通りで「宇都宮街道」と呼ばれた[85]。
- 旧結城街道 - 宇都宮今市線が開通する以前の主要道路で、栃木県立盲学校前から古賀志を抜けて日光例幣使街道に接続していた[86]。廃道となっている箇所もあるが、小字新田以東は道路跡を確認でき、道標が残っている[87]。

## 施設
宇都宮市古賀志町
- 宇都宮市立城山西小学校[88]
- 株式会社栃の葉造園土木[88]
- 有限会社小川石材加工業[88]
- フルーツパーク古賀志[70]
- スカイパーク宇都宮[18]
- AKAIWAパラグライダースクール[18]
- 宇都宮市森林公園（敷地の一部[89]）

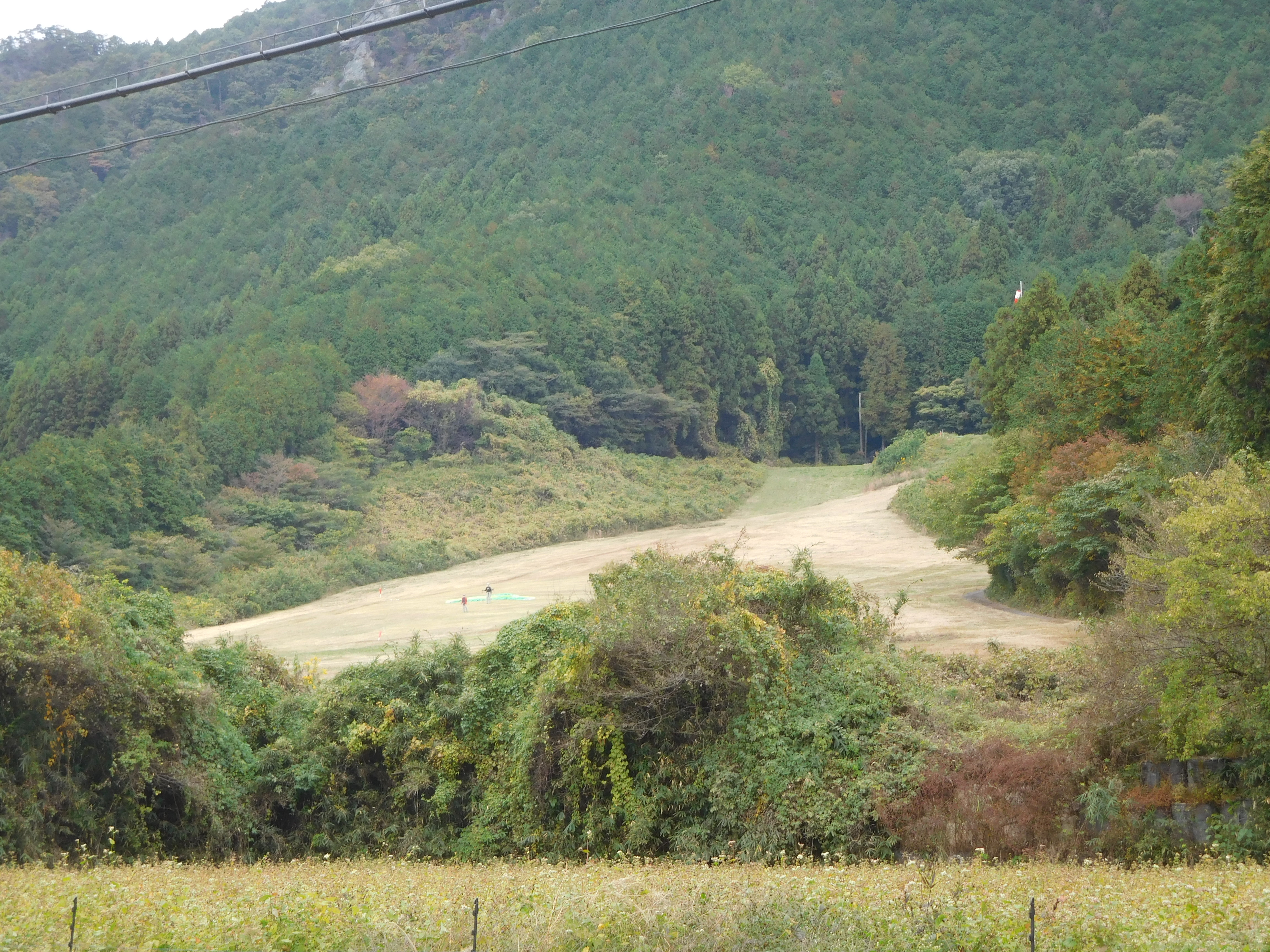
スカイパーク宇都宮

- レイクランドカントリークラブ（敷地の一部[22]）

鹿沼市古賀志町
- 伊藤瓦店[90]
- 有限会社野州技建瓦工業[90]
- 早川電気管理事務所[90]
- 渡辺理容室[90]

### 神社仏閣

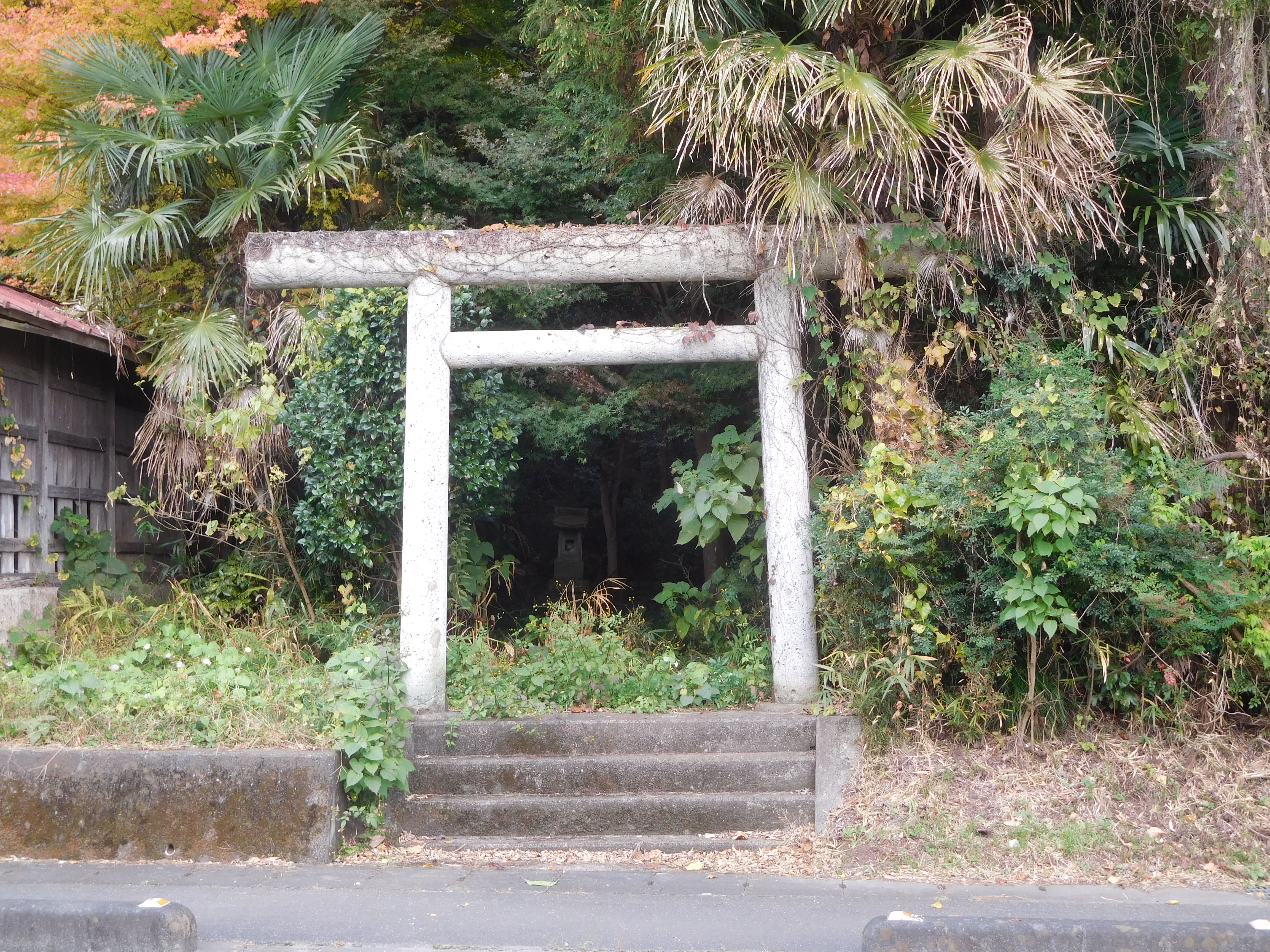
招魂社

以下の神社仏閣はすべて宇都宮市側にある。
日吉神社（ひえじんじゃ）
社伝では長元元年（1028年）に日吉大社（滋賀県大津市）から勧請して創建した。近代社格制度に基づく旧社格は村社で、神仏分離令以前は「日吉山王」と呼ばれていた。主祭神は大山咋神で、粟津神社、八坂神社、祓戸神社などの境内社がある。
天正5年（1577年）の争乱で焼失し、文禄年間（1593年 - 1596年）に再建された。その後、享保13年（1728年）と宝暦6年（1756年）に社殿が建て替えられた。正徳4年正月9日（グレゴリオ暦：1714年2月23日）、正一位の神位を拝受した。拝殿は1932年（昭和7年）10月7日になって初めて建てられたものである。

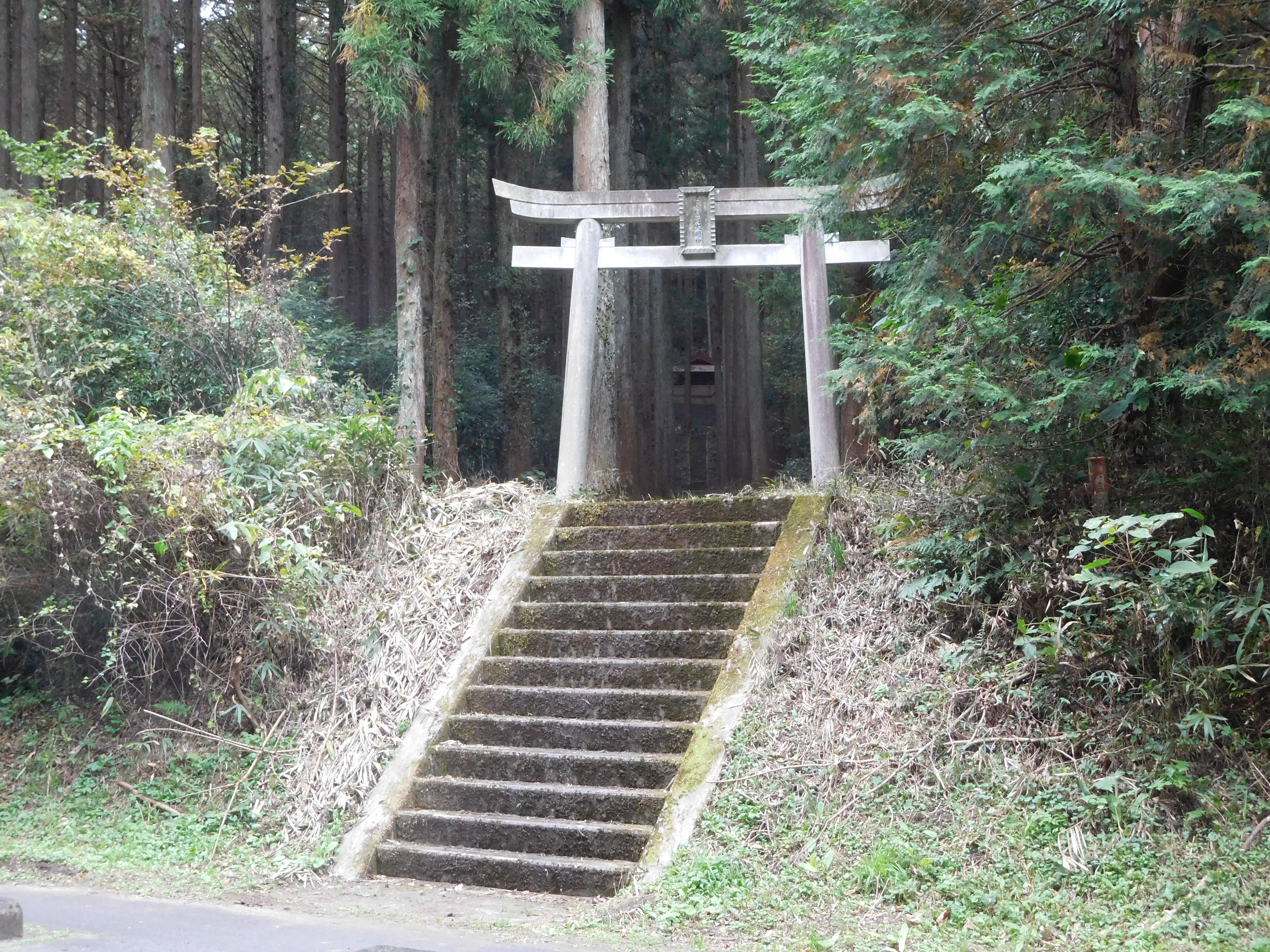
稲荷神社
元永元年（1118年）に初代神主の阿部政氏が勧請し、明治4年（1871年）まで稲荷大明神と称していた。正徳5年（1715年）、正一位の神位を受け、祠を再建した。
招魂社・鶏渡権現
1905年（明治38年）に勧請した神社。県道70号沿いに深岩石（ふかいわいし）製の鳥居が建ち、その奥に石祠が祀られている。付近の小字は鏡沼と言い、同名の沼の跡地が残る。鏡沼の氏神は元和元年（1615年）創建の鶏渡権現で、安産祈願の社として建てられた。
星宮
西稲荷の「星宮神社」と、元和元年（1615年）に勧請された「市場星宮」がある。西稲荷の星宮神社は日光の星宮（磐裂神社）を勧請したもので、2009年（平成21年）に木造の社殿を取り壊し、神体として棟札を納めた石造の社殿を新築した。市場星宮は西稲荷の星宮神社を勧請したもので、一般には虚空蔵様と呼ばれている。古賀志石製の神社の石鳥居は明和6年9月15日（グレゴリオ暦：1769年10月14日）に建立されたものである。
薬師堂
古賀志町内に久保薬師堂、田中薬師堂、稲荷薬師堂の3つ存在する。このうち田中薬師堂と稲荷薬師堂は上古賀志にあり、それぞれ後口（うしろぐち）の薬師堂、前口の薬師堂と通称される。
久保薬師堂は慶長19年（1614年）に焼き物師の麦倉兵庫が建立した堂宇で、常陸之介という人物の守護仏であった薬師三尊と十二神将を祀ったものである。後に北條氏が移住して麦倉の土地と薬師堂を買収し、慶安3年（1650年）に小字・常陸から久保へ移転し、享保14年（1729年）には建て替えを行った。堂宇は北條氏の子孫が所有・管理し、「瑠璃殿」の扁額を掲げている。
田中薬師堂の創建は不明ながら、享保4年（1719年）に火災で焼失し、宝暦5年（1755年）に現在地で再建されたことは分かっている。本尊は薬師如来で、脇侍に日光菩薩と月光菩薩を伴い、十二神将が護衛していたが、本尊・脇侍は盗難に遭い、簡素な薬師像に置き換えられている。旧暦の4月8日に花祭り（灌仏会）が開かれる。稲荷薬師堂は創建不詳で、田中薬師堂と同日に甘茶祭りと称して灌仏会を開催する。
古加志山宝厳寺弘蔵院（古賀志山宝巌寺弘蔵院）
応永2年（1395年）開基、1873年（明治6年）廃寺の仏教寺院。本尊は金色の大日如来で、脇に伝教大師・弘法大師像を安置していた。宇都宮市上桑島町の金剛定寺の末寺で、祐尊法師が開いた。当初は山号・寺号がなく、245年後の寛永17年9月21日（グレゴリオ暦：1640年11月4日）にようやく本山・金剛定寺から授けられた。宝永4年（1707年）、21世の早海法師の代に寺格が上がり、末寺2寺と門徒6院を有する寺院となる。
1873年（明治6年）、37世（名前不明）が過去帳を地元住民に託して寺を去り、廃寺となった。跡地は開墾され、梨園と化している。
西善寺
乗蓮院（じょうれんいん）として創建（創建年不詳）し、寛文11年（1671年）に西善寺と改称、1873年（明治6年）に廃寺となった仏教寺院。上古賀志の菩提寺であった。寺院跡は「寺っ原」の通称で呼ばれ、大谷石や古賀志石の墓石・五輪塔などが残されている。